# Anne-Marie
Anne-Marie Rose Nicholson (Essex, Inglaterra, 7 de abril de 1991), conocida simplemente como Anne-Marie, es una cantante y compositora británica.
Participó de varios sencillos que alcanzaron posiciones altas en las listas de más vendidos, sobre todo en la UK Singles Chart, como el número uno «Rockabye» de Clean Bandit junto a Sean Paul, además de «Alarm», «Ciao Adios», «Friends» y «2002». Su primer álbum de estudio, Speak Your Mind, fue lanzado el 27 de abril de 2018 y alcanzó el número 3 en el UK Albums Chart. Anne-Marie recibió cuatro nominaciones para los premios Brit de 2019.

## Biografía

### Infancia e inicios artísticos
Anne-Marie Nicholson  nació el 7 de abril de 1991 en el condado de Essex, al noreste de Londres, capital de Reino Unido. De niña, Anne-Marie acostumbraba a cantar a solas en su habitación  y le encantaba escuchar artistas como Christina Aguilera, Lauryn Hill, S Club 7  y Alanis Morissette, quien fue una influencia importante para sus primeras composiciones. A una edad temprana, también comenzó a escuchar con atención los discos de Prince y Michael Jackson, y de música soul, ska, reggae, entre otros géneros,  que sus padres solían poner en casa, al tiempo que mostraba interés por la música rap de artistas como Eminem y 50 Cent.
Cuando tenía dos años, Anne-Marie comenzó a recibir lecciones de danza y teatro en una escuela local de artes escénicas, en la que también estudiaba su hermana mayor. A los seis años, realizó una audición con éxito en su escuela para un papel en la obra Les Misérables, una producción del West End, en la que además de actuar, mostró signos de tener grandes aptitudes para el canto. En referido musical se estrenó como vocalista a los ocho años, cantando una canción de una manera muy simple, pero con el tiempo, rompió la planificación de la obra para hacer más interesante su puesta en escena, y gustó a los productores. Por su buen desempeño en Les Misérables, obtuvo un papel en otra producción del West End, un musical titulado Whistle Down the Wind, en el que actuó junto a Jessie J. Anne-Marie dejó de realizar teatro musical en su adolescencia cuando su voz se puso grave, lo que le impidió seguir cantando las canciones de la obra de una forma agradable. En paralelo a sus actividades como actriz de teatro, a los nueve años, se unió a un club de karate, gracias a un amigo, en el que recibió entrenamiento en el estilo shotokan de referido arte marcial. Aprendió con mucha rapidez, en parte por su habilidad con la danza, y ganó varios campeonatos nacionales y tres internacionales a la edad de diecisiete.
Al ingresar en la universidad, participó en varias exhibiciones de talento interpretando canciones de Alanis Morissette, en las que desarrolló mucho más sus habilidades como vocalista y ganó confianza con sus actuaciones en público. En uno de esos espectáculos de talento, uno de los jueces, quien la conocía desde la escuela de arte, le pidió formar parte en una gira como parte de un acto de tributo motown. En 2013, mientras estaba en el instituto, conoció a una aspirante a compositora, que recibía lecciones de piano por parte de un amigo y buscaba a una cantante que prestara su voz para una de sus canciones. Por sugerencia de su amigo, la compositora invitó a Anne-Marie a servir como vocalista del tema, que grabaron en el estudio Rocket de Elton John. Luego de producida la canción, el ingeniero de audio la tocó a los agentes de la compañía de gestión de Elton John, Rocket Music Entertainment Group, quienes quedaron encantados con el tema y dos semanas después firmaron un contrato de grabación con Anne-Marie.

### 2013-2015: Comienzos como compositora y revelación
Después de haber firmado su contrato de grabación, Anne-Marie comenzó a trabajar con varios compositores y productores de música pop. A mediados de 2013, la artista publicó la demo de una canción titulada «Summer Girl», que agradó al público  y especialmente gustó a Ed Sheeran. «Summer Girl» también fue bien acogida por la crítica, como Sam Lansky, de Idolator.com, que escribió que «es realmente buena (especialmente teniendo en cuenta que es solo una demostración)». No obstante, a pesar de este inicio prometedor, Anne-Marie se tomó un tiempo para desarrollarse como artista antes de continuar su carrera como solista. En ese ínterin, participó como vocalista en canciones de Magnetic Man, Gorgon City y Raized By Wolves, después de lo cual llamó la atención de Rudimental, con quienes tuvo una sesión de escritura, pero la obra no fue publicada. Posteriormente, cuando una de las vocalistas femeninas de Rudimental abandonó la banda durante una gira de conciertos en 2013, la invitaron a formar parte  de sus múltiples actuaciones musicales por varios países, incluyendo presentaciones en festivales como Glastonbury y V. Durante parte de 2014, también trabajó con la banda en la grabación de su segundo álbum de estudio, We the Generation, para el que coescribió cuatro canciones y además prestó su voz, incluyendo «Love Ain't Just a Word», que cuenta también con la participación vocal de Dizzee Rascal, y «Rumour Mill», en colaboración con Will Heard. Este último se lanzó como un sencillo del disco a finales de junio de 2015, y tuvo cierta popularidad en Australia y Reino Unido. We the Generation se vendió exitosamente y entró en la número 1 en el ranking de álbumes británica. Con Rudimental, Anne-Marie tuvo la oportunidad de expandir sus experiencias musicales para proseguir su carrera como música solista, y firmó un acuerdo de grabación con el sello discográfico de la banda, Major Tom's. Más tarde, firmó otro acuerdo con Asylum y Atlantic.
En julio de 2015, Anne-Marie lanzó su EP debut Karate, que consta de las canciones «Gemini», «Stole» y un sencillo del mismo nombre, producido por Josh Record y Two Inch Punch. Luego en octubre, llevó a cabo su primera gira musical como solista por su país natal y tuvo un gran éxito de público con entradas agotadas para todas las funciones, y un mes después, publicó el sencillo «Boy», que tuvo una buena acogida de la crítica. A inicios de 2016, Anne-Marie estuvo embarcada en una gira de conciertos por su patria junto con Craig David y WSTRN, patrocinada por la cadena televisiva MTV, que hizo mucho para apoyar su carrera, y tuvo una buena aceptación del público al ganar el reconocimiento MTV artista nuevo de 2016. Asimismo, Anne-Marie realizó una gira de cuatro conciertos en solitario en las ciudades británicas de Mánchester, Nottingham, Brighton y Londres, antes de apoyar a Rudimental en su gira por Reino Unido que comenzó el 26 de febrero en Glasgow y culminó el 8 de marzo en Mánchester.

### 2016-2018: Primeros éxitos ySpeak Your Mind
A comienzos de 2016, Anne-Marie estrenó «Do It Right» que originalmente iba a ser el primer sencillo de su disco de debut pero fue descartado, y alcanzó el puesto 22 en la lista de sencillos de Australia, donde consiguió la certificación de oro de la Australian Recording Industry Association (ARIA) por la venta de treinta y cinco mil copias. Su siguiente sencillo, «Alarm», inspirado en la infidelidad de un examante, apareció en los mercados musicales en mayo, y tuvo aún mayor éxito en referido país, al entrar en la posición 7 en el listado de popularidad musical australiano, el primer sencillo de la artista entre las 10 principales, y supuso el salto definitivo de Anne-Marie a la fama. Se vendieron más de setenta mil ejemplares del tema en Australia, que le valió el certificado de platino de la ARIA. Su éxito comercial en Reino Unido fue algo más positivo al rebasar las cuatrocientas mil unidades vendidas, por lo que recibió la certificación de oro de la British Phonographic Industry (BPI), y alcanzó la posición 16 en el listado de sencillos británica. En Estados Unidos, la popularidad de «Alarm» aumentó cuando se publicaron múltiples remezclas, e ingresó en varias listas de éxitos de Billboard. En julio de 2016, Anne-Marie tuvo el apoyo de MTV al aparecer en sus comerciales de televisión y en publicidad en línea como una de las artistas más prominentes, fue nominada a la mejor artista push en los MTV European Music Awards 2016, donde interpretó su canción de éxito «Alarm» en la antesala al espectáculo. Anne-Marie también figuró entre los nominados al galardón mejor artista nuevo en los Mobo Awards de 2016.
A inicios de octubre de 2016, el rapero Illy publicó el sencillo «Catch 22», en colaboración con Anne-Marie, y gustó al público australiano, al ingresar entre las 15 primeras posiciones en su lista de éxitos musicales. Seguidamente, apareció como vocalista junto a Sean Paul en el sencillo «Rockabye» de la banda Clean Bandit, que obtuvo aún mayor éxito y se situó en el puesto 1 de la lista de sencillos británica, el primer número uno de la artista en su país natal. La canción también tuvo un gran éxito en Europa, y en Australia también alcanzó el primer puesto en la lista de sencillos. Desde comienzos de 2016, Anne-Marie estuvo embarcada en una gira de conciertos y el verano del mismo año en Reino Unido, llevó a cabo varias actuaciones musicales en diferentes festivales, incluyendo V, Secret Garden Party, Pukkelpop y Bestival. A principios de octubre, debutó en las salas de conciertos estadounidenses como música solista con una gira de tres conciertos, y para finales de noviembre, Anne-Marie continuó la promoción de sus obras con múltiples presentaciones por Reino Unido y también actuó en la ciudad irlandesa de Dublín en diciembre.También fue telonera de Ed Sheeran durante el Divide Tour en 2017. En 2018 estrenó su álbum debut Speak Your Mind y una canción llamada «Friends» con el DJ Marshmello. Luego, ganó el premio Billboard en el 2018.
El 20 de abril de 2018, publicó su canción «2002» (coescrita por Ed Sheeran) y el 27 de julio del mismo año, lanzó la canción «Don't Leave Me Alone», en colaboración con David Guetta. Tras el éxito de Speak Your Mind en Estados Unidos y Reino Unido (en ambos países certificado con disco de oro) el equipo de Asylum Records confirmó que Anne-Marie está trabajando en su próximo segundo álbum.

### 2019-2021: The Voice UK yTherapy

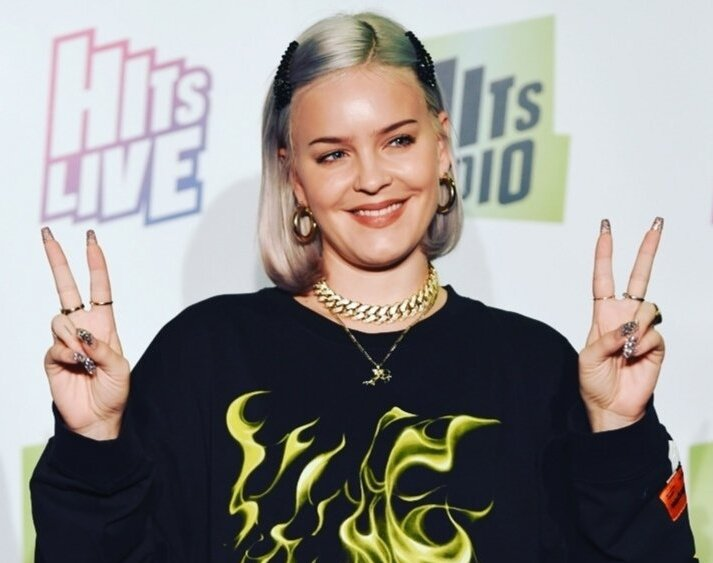
Anne-Marie en 2019

En una entrevista de marzo de 2019 con Music Week, Anne-Marie proporcionó información sobre su próximo segundo álbum de estudio, declarando "Me encanta el estudio. Pude entrar allí y tener algún tipo de terapia con mi propio cerebro durante una semana y eso es yendo hacia el próximo álbum".
Comentó además:

El primer álbum estaba compuesto por tantas canciones que la gente había escuchado durante años y eso es increíble. Pero para mí, como persona creativa, escribo algo nuevo todo el tiempo y todo lo que quiero hacer es poner de inmediato, así no fue como sucedió con el álbum [debut], así que, para el próximo, espero ser más activo escribiendo y sacar algo de inmediato que sea nuevo y que nadie haya escuchado antes.[cita requerida]

El 1 de agosto de 2019, Anne-Marie apareció en la canción "Fuck, I'm Lonely" del cantante estadounidense Lauv para la banda sonora de 13 Reasons Why: Season 3.[cita requerida] Anne-Marie lanzó la canción "Birthday", el 7 de febrero de 2020.[cita requerida] El 22 de marzo de 2020, Anne-Marie lanzó la canción "Her" como celebración del Día Internacional de la Madre.[cita requerida]
El 2 de enero de 2021, se estrenó como coach de la décima edición en The Voice UK, como sustituta de Meghan Trainor.
El 15 de enero de 2021, lanzó el primer sencillo de su segundo álbum: "Don't Play". El 9 de abril de 2021, publicó el segundo sencillo del álbum titulado "Way Too Long", junto a Nathan Dawe y MoStack. El 21 de mayo de 2021, lanzó el tercer sencillo: "Our Song" junto a Niall Horan. Esa misma fecha, anunció el título del álbum: Therapy y la fecha de publicación para el 23 de julio de 2021. El 23 de julio de 2021, Anne-Marie lanzó el sencillo "Kiss My (Uh-Oh)" como el cuarto sencillo, con Little Mix, conciendiendo con la publicación del álbum.
El 30 de septiembre de 2021, Anne-Marie publicó su primer libro "You Deserve Better: An Imperfect Guide To Finding Your Own Happiness", (en español: "Te mereces algo mejor: una guía imperfecta para encontrar tu propia felicidad"). El libro fue publicado por la editorial Orion Spring y fue un éxito de ventas. Al 8 de febrero de 2022, el libro había vendido más de 10 000 copias.  La versión coreana del libro se publicó el 23 de febrero de 2022 y fue la única traducción oficial.

### 2022-actualidad:Unhealthyy colaboraciones
El 15 de septiembre de 2022, Anne-Marie lanzó el sencillo "Psycho", en colaboración con el rapero británico Aitch, como sencillo principal de su tercer álbum de estudio. El 3 de febrero de 2023, Anne-Marie lanzó "Sad B!tch", el segundo sencillo. El 27 de abril de 2023, Anne-Marie anunció su próximo tercer álbum, Unhealthy, que se lanzaría el 28 de julio de 2023. El 16 de agosto, Anne-Marie colaboró con el DJ haitiano Michaël Brun y la cantante estadounidense Becky G en el sencillo "Coming Your Way". "Christmas Without You" se lanzó exclusivamente en Amazon Music el 7 de noviembre como parte de la banda sonora de Your Christmas or Mine 2. El mismo mes, Anne-Marie obtuvo su primera nominación al Grammy por la canción Baby Don't Hurt Me.
Tras la conclusión de la primera etapa de The Unhealthy Club Tour, Anne-Marie se tomó un descanso de sus compromisos profesionales durante varios meses cuando dio la bienvenida a su primer hijo en febrero de 2024. En mayo, se asoció con Nicholas Galitzine en la canción "The Idea of You", que apareció en la banda sonora de la película del mismo nombre. El 9 de agosto, Anne-Marie lanzó el sencillo "Cry Baby" en colaboración con Clean Bandit y David Guetta.

## Vida personal
En 2018, Anne-Marie reveló que se siente atraída por hombres y mujeres, pero que no se identifica con la etiqueta bisexual. Ella dijo: "Siento que me siento atraída por quien me gusta". En 2022, Anne-Marie comenzó a salir con el rapero británico Slowthai y finalizo a fines de 2022. Su relación, aunque en su mayoría privada, fue confirmada por el propio rapero en una entrevista con Rolling Stone.

## Discografía

### Álbumes
- Speak Your Mind (2018)
- Therapy (2021)
- Unhealthy (2023)

### EP
- Karate (2015)
- Alarm (Remix EP) (2016)
- Ciao Adios (Remix EP) (2017)
- Then (Remix EP) (2018)

## Filmografía
| Año           | Título                   | Papel      | Notas                                    | Ref(s) |
| ------------- | ------------------------ | ---------- | ---------------------------------------- | ------ |
| 2020          | How to Be Anne-Marie     | Ella misma | Documental                               | [ 83 ] |
| 2021–presente | The Voice UK             | Ella misma | Entrenadora, temporadas 10–presente      | [ 83 ] |
| 2021–2022     | Gogglebox                | Ella misma | Invitada, 3 programas                    | [ 83 ] |
| 2021          | Never Mind the Buzzcocks | Ella misma | Invitada, 1 episodio                     | [ 83 ] |
| 2022          | Turning Red              | Lauren     | Cameo, versión británica (sin acreditar) | [ 83 ] |

## Giras musicales
Propias
- Speak Your Mind Tour (2018-2019)
- Dysfunctional Tour (2022)
- The Unhealthy Club Tour (2023)[84]

Compartidas
- ÷ Tour (Europe and North America legs) (2017–18) (telonera de Ed Sheeran)

## Premios y nominaciones
| Año  | Premio                               |                                | Categoría                               | Resultado  |
| ---- | ------------------------------------ | ------------------------------ | --------------------------------------- | ---------- |
| 2016 | MTV Europe Music Award               | Herself                        | Best Push Act                           | Nominada   |
| 2016 | MTV Brand New                        | Herself                        | MTV Brand New                           | Ganadora   |
| 2016 | MOBO Awards                          | Herself                        | Best Newcomer                           | Nominada   |
| 2017 | Nordoff Robins O2 Silver Clef Awards | Herself                        | Jack Daniel Best Newcomer Award         | Ganadora   |
| 2017 | Brit Awards                          | Herself                        | Critics' Choice                         | Nominada   |
| 2017 | Brit Awards                          | Herself                        | British Breakthrough Act                | Nominada   |
| 2017 | Brit Awards                          | "Rockabye" (with Clean Bandit) | British Single of the Year              | Nominada   |
| 2017 | Brit Awards                          | "Rockabye" (with Clean Bandit) | British Video of the Year               | Eliminated |
| 2017 | Teen Choice Awards                   | "Rockabye" (with Clean Bandit) | Choice Music: Dance/Electronic Song     | Nominada   |
| 2017 | LOS40 Music Awards                   | "Rockabye" (with Clean Bandit) | International Song of the Year          | Nominada   |
| 2017 | Gaygalan                             | "Rockabye" (with Clean Bandit) | International Song of the Year          | Nominada   |
| 2017 | MTV Europe Music Award               | "Rockabye" (with Clean Bandit) | Best Song                               | Nominada   |
| 2018 | Billboard Music Award                | "Rockabye" (with Clean Bandit) | Top Dance/Electronic Song               | Nominada   |
| 2018 | iHeartRadio Music Awards             | "Rockabye" (with Clean Bandit) | Dance Song of the Year                  | Nominada   |
| 2018 | WDM Radio Awards                     | "Rockabye" (with Clean Bandit) | Best Global Track                       | Ganadora   |
| 2018 | WDM Radio Awards                     | Herself                        | Best Electronic Vocalist                | Nominada   |
| 2018 | Teen Choice Awards                   | "Friends" (with Marshmello)    | Choice Music: Dance/Electronic Song     | Nominada   |
| 2018 | iHeartRadio Much Music Video Awards  | "Friends" (with Marshmello)    | Song of the Summer                      | Nominada   |
| 2018 | iHeartRadio Much Music Video Awards  | "Friends" (with Marshmello)    | Best Collaboration                      | Nominada   |
| 2018 | MTV Video Music Awards Japan         | "Friends" (with Marshmello)    | Best New: International                 | Ganadora   |
| 2018 | MTV Video Music Awards Japan         | "Friends" (with Marshmello)    | Video of The Year                       | Ganadora   |
| 2018 | BreakTudo Awards                     | Herself                        | Artista em Ascensão                     | Nominada   |
| 2018 | LOS40 Music Awards                   | Herself                        | International New Artist of the Year    | Nominada   |
| 2018 | MTV Europe Music Award               | Herself                        | Best New Act                            | Nominada   |
| 2018 | MTV Europe Music Award               | Herself                        | Best UK & Ireland Act                   | Nominada   |
| 2018 | Brit Awards                          | "Ciao Adios"                   | British Video of the Year               | Eliminated |
| 2019 | Brit Awards                          | Herself                        | British Female Solo Artist              | Nominada   |
| 2019 | Brit Awards                          | Speak Your Mind                | British Album of the Year               | Nominada   |
| 2019 | Brit Awards                          | "2002"                         | British Single of the Year              | Nominada   |
| 2019 | Brit Awards                          | "2002"                         | British Video of the Year               | Nominada   |
| 2019 | Global Awards                        | "2002"                         | Best Song                               | Nominada   |
| 2019 | Global Awards                        | Herself                        | Best Female                             | Nominada   |
| 2019 | Global Awards                        | Herself                        | Best British Artist or Group            | Nominada   |
| 2019 | Global Awards                        | Herself                        | Best Pop                                | Ganadora   |
| 2019 | iHeartRadio Music Awards             | "Rewrite the Stars"            | Best Cover Song                         | Nominada   |
| 2019 | iHeartRadio Music Awards             | "Friends" (with Marshmello)    | Dance Song of the Year                  | Nominada   |
| 2019 | Remarkable Women Awards 2019         | Herself                        | Artist of the Year                      | Ganadora   |
| 2020 | Spotify Awards                       | Herself                        | Most-Streamed Female Artist on Consoles | Pending    |